# Bento Fernandes
Bento Fernandes, município no estado do Rio Grande do Norte (Brasil). De acordo com estimativa realizada pelo IBGE (Instituto Brasileiro de Geografia e Estatística) no ano 2024, sua população é de 4.920 habitantes. Área territorial de 335 km².
O município foi emancipado de Taipu através da Lei nº 2.353, de 31 de dezembro de 1958. Limita-se com João Câmara (norte), Poço Branco (leste), Riachuelo, Santa Maria e Ielmo Marinho (sul), Caiçara do Rio do Vento e Jardim de Anjicos (oeste). Desde 25 de junho de 1963 pela lei estadual 2889 possui o distrito de Belo Horizonte.
A sede do município está a 5° 41’ 38” de latitude sul e 35° 49’ 11” de longitude oeste. A altitude é de 111 m acima do nível do mar e a distância rodoviária até a capital é de 88 km. A pluviosidade média aferida no município, segundo o IDEMA é de 522,5 mm.
Ainda de acordo com o IDEMA, o solo da região é do tipo podzólico vermelho amarelo equivalente eutrófico abrúptico plínthico e planossolo solódico.
O solo tem aptidão regular para lavouras e para pastagem plantada. Terras aptas para culturas especiais de ciclo longo, tais como algodão arbóreo, sisal, caju e coco.

## Economia
De acordo com dados do IPEA do ano de 1996, o PIB era estimado em R$    1,65 milhões, sendo que 50,7% correspondia às atividades baseadas na agricultura e na pecuária, 1,4% à indústria e 47,9% ao setor de serviços. O PIB per capita era de R$ 358,29.
Em 2002, conforme estimativas do IBGE, o PIB havia evoluído para R$ 9,657 milhões e o PIB per capita para aproximadamente R$ 1.985,00.

### Produção agrícola
| Lavoura                      | Quantidade produzida (ton.) | Valor da produção (R$ mil) | Área plantada (ha.) | Área colhida (ha.) | Rendimento médio (kg/ha.) |
| ---------------------------- | --------------------------- | -------------------------- | ------------------- | ------------------ | ------------------------- |
| Algodão herbáceo (em caroço) | 104                         | 83                         | 160                 | 160                | 650                       |
| Castanha-de-caju             | 26                          | 23                         | 100                 | 100                | 260                       |
| Coco-da-baía                 | 53 (mil frutos)             | 16                         | 15                  | 15                 | 3.533 frutos/ha.          |
| Feijão (em grão)             | 336                         | 202                        | 840                 | 840                | 400                       |
| Mandioca                     | 3.600                       | 720                        | 450                 | 450                | 8.000                     |
| Milho (em grão)              | 360                         | 18                         | 600                 | 600                | 600                       |

### Pecuária
| Rebanho                          | Efetivo (cabeças) |
| -------------------------------- | ----------------- |
| Bovino                           | 6.292             |
| Suíno                            | 813               |
| Eqüinos                          | 137               |
| Asininos (jumentos)              | 233               |
| Muares (mulas)                   | 63                |
| Ovinos                           | 1.274             |
| Galinhas                         | 3.760             |
| Galos, frangas, frangos e pintos | 5.100             |
| Caprinos                         | 1.428             |
| Vacas ordenhadas                 | 2.128             |

| Gênero          | Produção           |
| --------------- | ------------------ |
| Leite de vaca   | 1.226 (mil litros) |
| Ovos de galinha | 24 (mil dúzias)    |

## Dados estatísticos

### Educação
| Ensino      | Alunos matriculados | Professores |
| ----------- | ------------------- | ----------- |
| Fundamental | 1.393               | 69          |
| Médio       | 284                 | 11          |

- Analfabetos com mais de quinze anos: 39,13% (IBGE, Censo 2000).

### Índice de Desenvolvimento Humano
| IDH         | 1991  | 2000  |
| ----------- | ----- | ----- |
| Renda       | 0,393 | 0,458 |
| Longevidade | 0,548 | 0,594 |
| Educação    | 0,503 | 0,683 |
| Total       | 0,481 | 0,579 |

### Saneamento urbano
| Serviço          | Domicílios (%) |
| ---------------- | -------------- |
| Água             | 96,1%          |
| Esgoto sanitário | 0,2%           |
| Coleta de lixo   | 88,8%          |

### Saúde
- 15 leitos hospitalares, todos disponíveis para pacientes do sistema único de saúde (2002, IBGE).
- Mortalidade infantil: 87,1 p/mil (Ministério da Saúde/1998).
- Esperança de vida ao nascer: 60,7 anos (IBGE, Censo 2000).